# فيل ريفيس (سياسي)
فيل ريفيس (بالإنجليزية: Phil Reeves)‏ هو سياسي أسترالي، ولد في 19 سبتمبر 1966 ببريزبان في أستراليا. حزبياً، نشط في حزب العمال الأسترالي. وقد انتخب عضو المجلس التشريعي ولاية كوينزلاند.